# Hyalymenus notatus
Hyalymenus notatus är en insektsart som beskrevs av Torre-bueno 1939. Hyalymenus notatus ingår i släktet Hyalymenus och familjen krumhornskinnbaggar. Inga underarter finns listade i Catalogue of Life.